# Esquadrões da morte em El Salvador

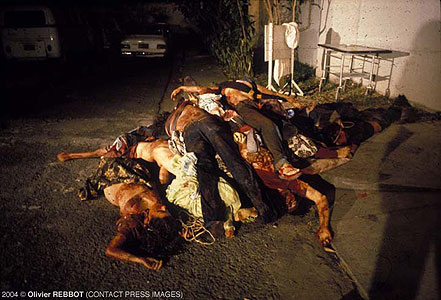
Vítimas de esquadrões da morte em San Salvador, (c. 1981).

Os esquadrões da morte em El Salvador (em castelhano:  escuadrones de la muerte) eram grupos paramilitares de direita agindo em oposição às forças guerrilheiras marxista-leninistas, principalmente a Frente Farabundo Martí de Libertação Nacional e seus aliados entre a população civil, antes, durante, e depois da Guerra Civil Salvadorenha. Os paramilitares cometeram a grande maioria dos assassinatos e massacres durante a guerra civil e estavam fortemente alinhados com o governo apoiado pelos Estados Unidos. 

## História

### Pré-Guerra Civil
Ao longo das décadas de 1960 e 1970, diversos grupos políticos surgiram em oposição ao governo militar do Partido de Conciliação Nacional (PCN). O Partido Democrata Cristão (PDC) foi o principal adversário do PCN, ganhando influência significativa na Assembleia Legislativa.  Na eleição presidencial de 1972, o candidato do PDC José Napoleón Duarte, sob a égide da União Nacional Opositora (UNO), foi declarado vencedor da eleição por 6.000 votos pelo Conselho Eleitoral Central, mas o resultado foi cancelado e a Assembleia Legislativa proclamou o candidato do PCN, Arturo Armando Molina, como presidente. 
Outros grupos menos políticos que apareceram foram a Frente Unida de Ação Revolucionária (FUAR), o Partido da Renovação (PAR), a Federação Sindical Unitária de El Salvador (FUSS) e a Federação Cristã dos Camponeses Salvadorenhos (FECCAS).  Para combater a oposição política e militante ao governo, o presidente Julio Adalberto Rivera criou a Organização Democrática Nacionalista (ORDEN).  A organização era chefiada pelo General José Alberto Medrano e colocada sob a administração da Agência Nacional de Segurança Salvadorenha (ANSESAL). A ORDEN era um grupo de vários esquadrões da morte controlados pelo governo que eram usados para prender e torturar oponentes políticos, intimidar eleitores, manipular eleições e matar camponeses.  A ORDEN reivindicava ter algo em torno de 50.000 a 100.000 membros em seu auge no final dos anos 1960. 

### Guerra civil
Durante a Guerra Civil de El Salvador, a Junta Revolucionária de Governo de El Salvador dissolveu oficialmente a Organização Democrática Nacionalista, deixando seus paramilitares se libertarem e operarem de forma independente.  Os paramilitares visavam abertamente membros da FMLN e civis, principalmente trabalhadores de organizações de direitos humanos. 
Apesar de oficialmente não terem nenhuma conexão com o governo, os esquadrões da morte e paramilitares quase sempre eram soldados das Forças Armadas de El Salvador, o que significa que os esquadrões da morte foram indiretamente financiados e armados pelos Estados Unidos. Outra fonte de financiamento também proveio de políticos e empresários de direita. 

### Pós-Guerra Civil
Durante as negociações para encerrar a guerra civil no que atualmente são os Acordos de Paz de Chapultepec, parte dos acordos era que o governo de El Salvador reprimisse e suprimisse os paramilitares que lutaram ao lado deles durante a guerra civil. Os acordos afirmavam que o governo "suprimiria entidades paramilitares (Patrulhas de Defesa Civil)." 
A maioria dos paramilitares que saíram do país antes e durante a guerra civil deixaram de existir, mas uma exceção notável, a Sombra Negra, continua a operar, visando membros das gangues MS-13 e Mara Barrio 18 como uma forma de justiça vigilante.

## Violação dos direitos humanos
Durante a guerra civil, os paramilitares, muitas vezes rotulados como esquadrões da morte, vieram à atenção pública quando, em 24 de março de 1980, o arcebispo de San Salvador Óscar Romero foi assassinado durante uma missa.  O governo salvadorenho investigou, mas não conseguiu identificar quem assassinou Romero. A investigação identificou o Major Roberto D'Aubuisson como tendo ordenado o assassinato. 
O Batalhão Atlacatl do Exército Salvadorenho, treinado pelos Estados Unidos, foi responsável por cometer dois dos maiores massacres durante a guerra civil: o massacre de El Mozote e o massacre de El Calabozo. 
A Sombra Negra tortura suas vítimas, na maioria membros de gangues, e as mata com um tiro à queima-roupa na cabeça. 

## Lista de grupos paramilitares
- Batallón Atlacatl (BA)[21]
- Brigada Anticomunista de Oriente (BACO)
- Frente Anticomunista para la Liberación de Centroamérica (FALCA)[24]
- Frente Político Anticomunista (FPAC)
- Fuerzas Armadas de Liberación Anticomunista – Guerra de Eliminación (FALANGE)[25][1][26]
- Sombra Negra (SN)[17][22]
- Batallón General Eusebio Bracamonte (BGEB)[16]
- Batallón General Manuel José Arce (BGMJA)[16]
- Grupo de Exterminio Social (GES)
- Legión del Caribe (LC)[24]
- Brigada Anticomunista Maximiliano Hernández Martínez (MHM)[27][28][24]
- Agencia Nacional de Seguridad Salvadoreña (ANSESAL)[29][28]
- Organización Democrática Nacionalista (ORDEN)[7]
- Organización para la Liberación del Comunismo (OLC)[24]
- Asociación Patriótica de Libertad o Esclavitud (APLE)
- Brigada Anticomunista Salvadoreña (BACSA)[24]
- Comando Anticomunista Salvadoreño (CAS)[24]
- Brigadas Proletarias Salvadoreñas (BPS)
- Ejército Secreto Anticomunista (ESA)[28][24]
- Escuadrón de la Muerte (EM)[24]
- Unión Guerrera Blanca (UGB, também chamado Mano Blanca)[1][28][26][24]